# CHL Sportsman of the Year

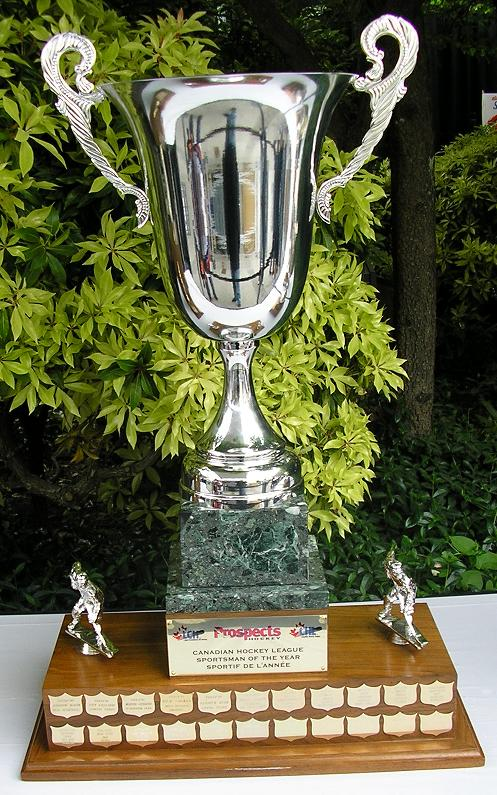
CHL Sportsman of the Year Award

Der CHL Sportsman of the Year Award ist eine Auszeichnung der Canadian Hockey League. Er wird seit Ende der Saison 1989/90 jährlich an den Spieler der drei großen kanadischen Juniorenligen vergeben, der im Verlauf der Saison sportliches Verhalten und spielerische Aspekte am besten vereinigen konnte. Zur Wahl stehen jeweils der Gewinner der Brad Hornung Trophy (Trophäe für Sportlichkeit und Fairness der Western Hockey League), der William Hanley Trophy (Trophäe für Sportlichkeit und Fairness der Ontario Hockey League) sowie der Trophée Frank J. Selke (Trophäe für Sportlichkeit und Fairness der Quebec Major Junior Hockey League).

## Gewinner
| Jahr    | Spieler                 | Team                         | Liga           |
| ------- | ----------------------- | ---------------------------- | -------------- |
| 2024/25 | Berkly Catton           | Spokane Chiefs               | WHL            |
| 2023/24 | Brayden Yager           | Moose Jaw Warriors           | WHL            |
| 2022/23 | Evan Vierling           | Barrie Colts                 | OHL            |
| 2021/22 | Jordan Dumais           | Halifax Mooseheads           | QMJHL          |
| 2020/21 | nicht vergeben          | nicht vergeben               | nicht vergeben |
| 2019/20 | Nicholas Robertson      | Peterborough Petes           | OHL            |
| 2018/19 | Justin Almeida          | Moose Jaw Warriors           | WHL            |
| 2017/18 | Aleksi Heponiemi        | Swift Current Broncos        | WHL            |
| 2016/17 | Nick Suzuki             | Owen Sound Attack            | OHL            |
| 2015/16 | Samuel Girard           | Shawinigan Cataractes        | QMJHL          |
| 2014/15 | Rourke Chartier         | Kelowna Rockets              | WHL            |
| 2013/14 | Sam Reinhart            | Kootenay Ice                 | WHL            |
| 2012/13 | Tyler Graovac           | Belleville Bulls             | OHL            |
| 2011/12 | Mark Stone              | Brandon Wheat Kings          | WHL            |
| 2010/11 | Philip-Michaël Devos    | Gatineau Olympiques          | QMJHL          |
| 2009/10 | Jason Bast              | Moose Jaw Warriors           | WHL            |
| 2008/09 | Cédric Lalonde-McNicoll | Shawinigan Cataractes        | QMJHL          |
| 2007/08 | Cédric Lalonde-McNicoll | Shawinigan Cataractes        | QMJHL          |
| 2006/07 | David Desharnais        | Chicoutimi Saguenéens        | QMJHL          |
| 2005/06 | Kris Russell            | Medicine Hat Tigers          | WHL            |
| 2004/05 | Jeff Carter             | Sault Ste. Marie Greyhounds  | OHL            |
| 2003/04 | Benoît Mondou           | Shawinigan Cataractes        | QMJHL          |
| 2002/03 | Kyle Wellwood           | Windsor Spitfires            | OHL            |
| 2001/02 | Brad Boyes              | Erie Otters                  | OHL            |
| 2000/01 | Brandon Reid            | Val-d’Or Foreurs             | QMJHL          |
| 1999/00 | Jonathan Roy            | Moncton Wildcats             | QMJHL          |
| 1998/99 | Matt Kinch              | Calgary Hitmen               | WHL            |
| 1997/98 | Cory Cyrenne            | Brandon Wheat Kings          | WHL            |
| 1996/97 | Kelly Smart             | Brandon Wheat Kings          | WHL            |
| 1995/96 | Hnat Domenichelli       | Kamloops Blazers             | WHL            |
| 1994/95 | Éric Dazé               | Beauport Harfangs            | QMJHL          |
| 1993/94 | Yanick Dubé             | Laval Titan Collège Français | QMJHL          |
| 1992/93 | Rick Girard             | Swift Current Broncos        | WHL            |
| 1991/92 | Martin Gendron          | Saint-Hyacinthe Laser        | QMJHL          |
| 1990/91 | Pat Falloon             | Spokane Chiefs               | WHL            |
| 1989/90 | Andrew McKim            | Hull Olympiques              | QMJHL          |